# 鹿野仁
鹿野仁/HEAT（カノヒトシ/ヒート、1992年7月6日 - ）は、日本のダンサー、ダンスインストラクター、タレント。本名、鹿野 仁（かの ひとし）。
宮城県栗原市若柳町出身。ダンススクールReViVaL代表。宮城教育大学卒業。

## 経歴
- 2009　「時空戦士ヒート」名義で踊ってみた動画をニコニコ動画に初投稿
- 2018　ダンススクールReViVaL 開業
- 2021　アパレルブランド「CHestnut」創設
- 2021　日本ストリートダンススタジオ協会公認ダンスインストラクター就任

## 人物
- 元小学校教師。（小学校教諭一種免許、中学校教諭一種免許保健体育保持）
- HEATの由来は、PS2のダンスリズムゲーム「バストアムーブ」の主人公ヒートからである。
- ダンススクールReViVaLの代表であり、ダンスインストラクターとして活動中。
- 一般社団法人ダンス教育振興連盟JDAC認定ダンス指導員初級保持。
- 小（ベガルタ仙台ジュニアサッカースクール）・中・高とサッカー部に所属。ポジションはFW。
- 両手でヒートの「ヒ」をつくるヒートポーズが得意技。

### テレビ番組
- 仙台市青葉区「かのおが便利軒」（2019年、仙台放送） - レギュラー出演

ドラマ
- TBCテレビ60周年記念ドラマ「小さな神たちの祭り」出演（2019年、東北放送）
- おかえりモネ（2021年5月17日 - 、NHK）[1]

### 本
- 歌ってみたの本 July 2014 （2014年）
- 歌ってみたの本 presents 踊ってみたFRIENDS!（2014年）
- 8畳カーニバル3巻. よしづきくみち－講談社コミックス（2018年）

### ラジオ
- ゴールデンライン公開収録（2013年）